# 31504 Jaisonjain
31504 Jaisonjain è un asteroide della fascia principale. Scoperto nel 1999, presenta un'orbita caratterizzata da un semiasse maggiore pari a 2,3960394 UA e da un'eccentricità di 0,0583950, inclinata di 5,84397° rispetto all'eclittica.